# Valle de Balboa

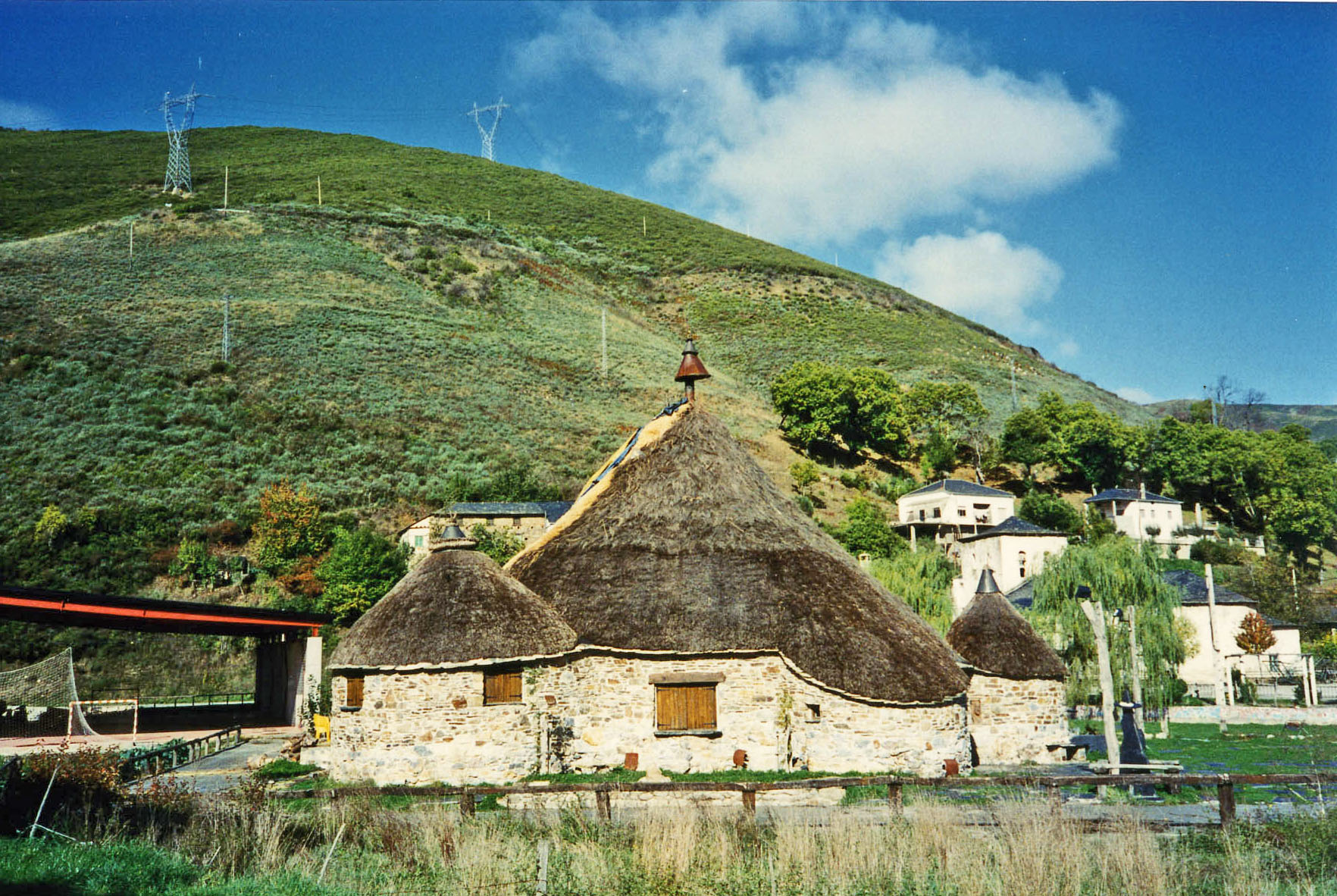
Palloza del pueblo de Balboa.

El Valle de Balboa está situado al oeste de la comarca del Bierzo, es la puerta de entrada a Galicia. Forma parte del parque natural de Ancares y está constituido por 17 pueblos.
Patrimonio cultural del valle.
- Castillo de Balboa.[2] Siglo XII, estado ruinoso.
- Iglesia de Parajis o Paraxis. Talla de románico rural que representa un diablillo.
- Iglesia de Santa María de Balboa.
- Pallozas

Patrimonio natural del valle:
- Soto de castaños.
- Amplias zonas de acebo
- Robledales

Fiesta declarada de Interés Provincial, 24 de junio, noche de San Juan.
Personajes vinculados con la zona: Primitivo Álvarez Armesto, Carmen Laforet, Fernando Cerezales,...